# Talégalle de Latham
Pour les articles homonymes, voir Latham (homonymie).
Alectura lathami
Genre
Espèce
Statut de conservation UICN

 LC  : Préoccupation mineure
Le Talégalle de Latham (Alectura lathami), est une espèce d'oiseaux communs de la famille des mégapodes, qui couvent leurs œufs dans des monticules de végétaux plus ou moins en décomposition et dont ils règlent la hauteur pour maintenir la température constante.

## Morphologie
C'est le plus grand des trois mégapodes rencontré en Australie.
C'est un oiseau spectaculaire, avec une grande queue en éventail, aplatie verticalement. Il a un plumage noir, une tête et un cou dénudés, rouges et des caroncules jaunes qui deviennent plus voyantes chez le mâle en période de reproduction. Une race plus petite, appelée purpureicollis, vivant dans le nord de la péninsule du cap York a des caroncules bleues et blanches. La face ventrale est parsemée de plumes blanches. Le talégalle a un vol lourd qu'il n'utilise que lorsqu'il est effrayé ou pour se percher dans les arbres la nuit ou aux heures chaudes de la journée.
L'adulte a une longueur de 60 à 75 cm, une envergure de 70 à 85 cm. La ressemblance générale avec le dindon, d'où le nom courant : bush turkey ("dindon de brousse")

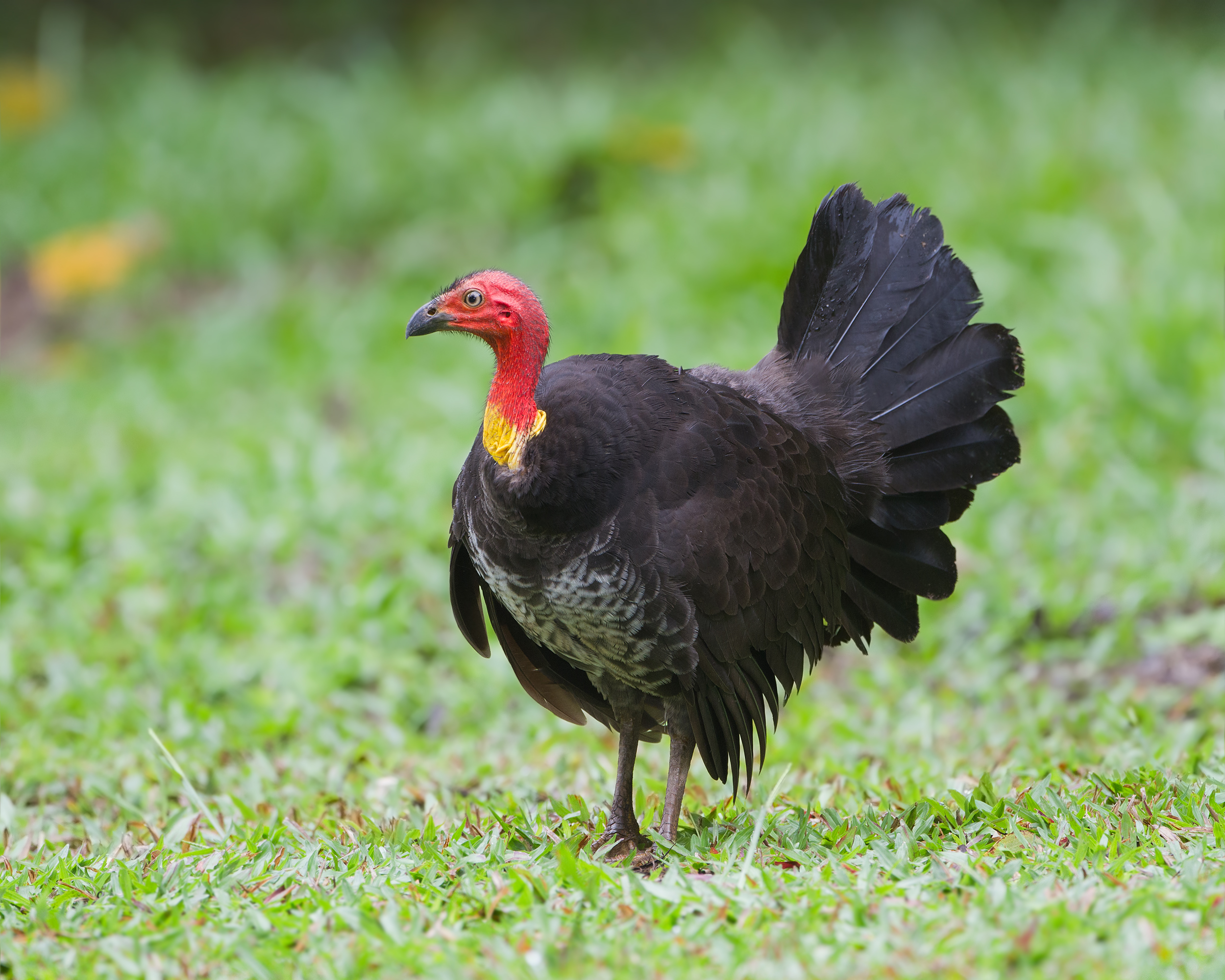
Mâle adulte.
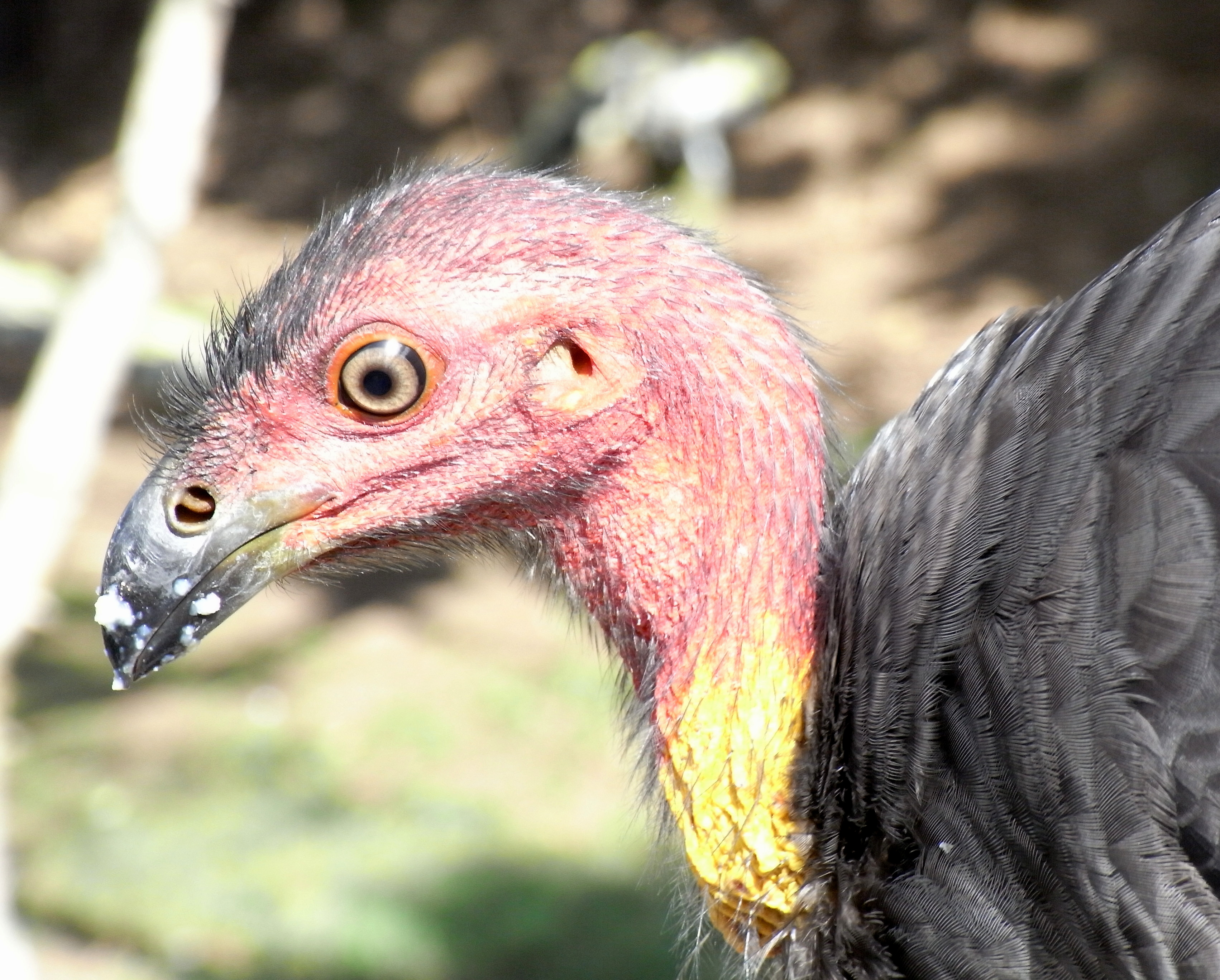
La tête
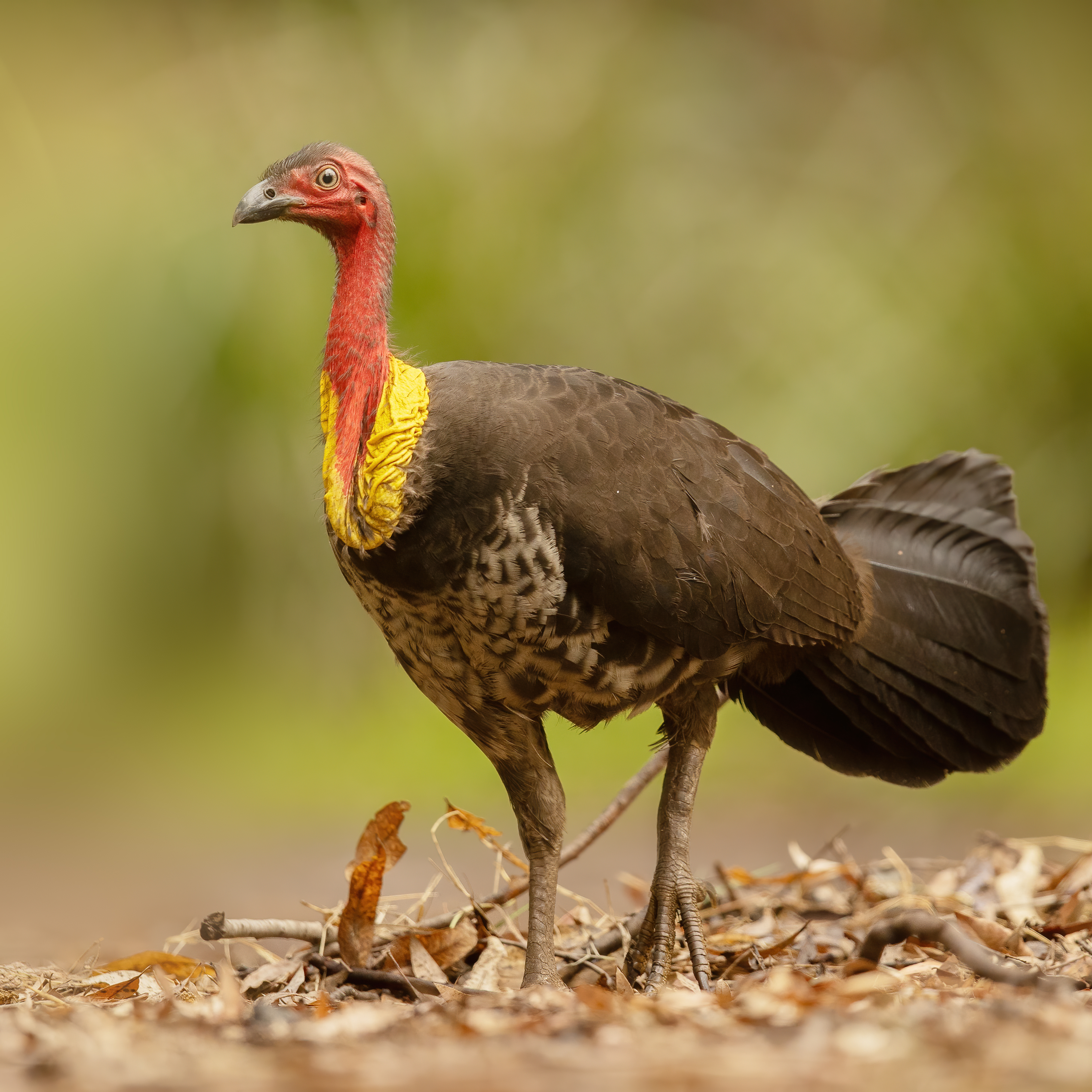
Une talégalle de Latham en Nouvelle-Galles du Sud en Australie. Novembre 2020.

## Comportement

### Reproduction
Les talégalles vivent en société avec des nids communautaires. Un groupe comprend un mâle dominant, un ou plusieurs jeunes mâles et les femelles. Ils construisent sur le sol de grands nids de 1 à 1,5 m de diamètre pour une hauteur qui peut atteindre 4 m. Les nids sont faits de feuilles, de branches et de terre. Les œufs sont couvés par la chaleur de décomposition des végétaux. Les mâles régulent cette température entre 33 et 35 °C en ajoutant ou enlevant des branches.
Les nids sont souvent construits au même endroit, les restes des anciens nids étant réutilisés pour construire le nouveau. Une couvée moyenne comprend 16 à 24 - mais on peut aller jusqu'à 50 - gros œufs blancs pondus entre septembre et mars. Les œufs sont placés en cercle, à 20 à 30 cm les uns des autres, à environ 60 à 80 cm de profondeur; chaque œuf est placé debout, son extrémité arrondie vers le haut. Les petits doivent creuser eux-mêmes pour sortir du nid et ils doivent ensuite se débrouiller sans l'aide de leurs parents.
Les œufs de talégalle sont une des nourritures favorites des goannas - varans australiens-, des serpents, des dingos, des chiens et étaient autrefois un aliment de base des Aborigènes. Les goannas portent souvent des cicatrices de blessures sur leur queue, blessures infligées par le bec des talégalles pour les éloigner des nids.

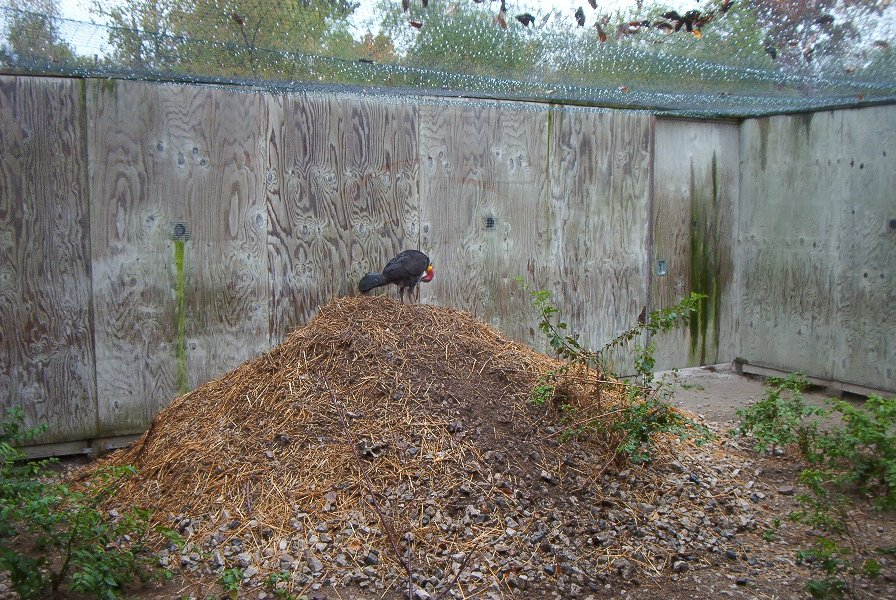
Tallégalle sur son nid
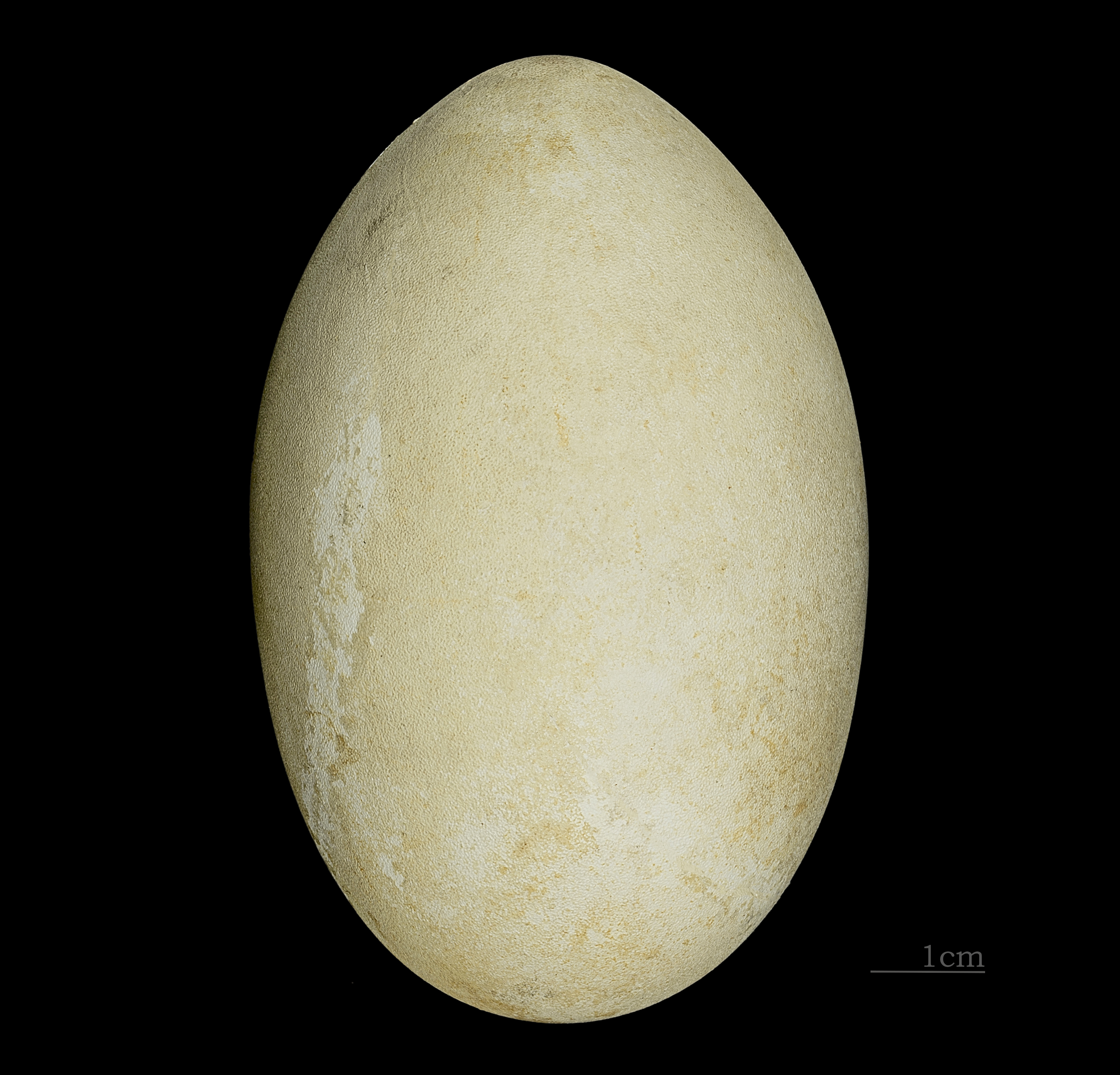
Œufs de Talégalle de Latham Muséum de Toulouse
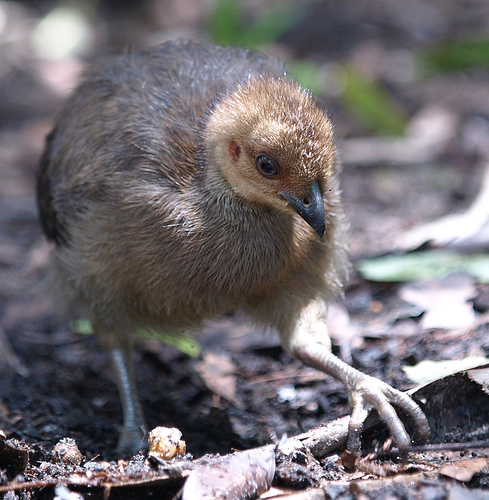
Poussin

## Répartition et habitat
On le trouve dans l'est de l'Australie depuis le nord du Queensland jusque dans l'Illawarra dans la Nouvelle-Galles du Sud.

## Systématique
L'espèce a été décrite par l'ornithologue britannique John Edward Gray en 1831 et dédiée a son confrère John Latham (1740-1837).

### Nom vernaculaire
Cathéture de Latham, Dindon des broussailles, Talégalle de Latham.

### Sous-espèces
Selon la classification de référence du Congrès ornithologique international (version 15.1, 2025) :
- Alectura lathami purpureicollis (Le Souef, 1898) — nord de la Péninsule du Cap York ;
- Alectura lathami lathami Gray, JE, 1831 — sud de la Péninsule du Cap York et du nord-est du Queensland au centre-est de la Nouvelle-Galles du Sud.

## Coexistence homme-talégalle
Le site du NSW Government donne dans un article  quelques conseils pour assurer une coexistence pacifique entre les jardiniers et les talégalles cherchant à s'adapter à la vie dans les jardins des banlieues aisées (suburbia) qui s'étendent de plus en plus. Ainsi : ne pas attirer les télagalles en les nourrissant; protéger les semis avec des grillages; ne pas chercher à détruire un nid que les talégalles ont commencé à édifier, il continueront inlassablement à gratter et à collecter des végétaux pour le reconstruire. Il vaut mieux, si les talégalles fréquentent votre pelouse, leur proposer un tas de compost dans un coin éloigné, de préférence à côté d'un gros arbre qui pourra leur servir de perchoir la nuit ou aux heures chaudes de la journée. L'article pourrait par ailleurs rappeler l'action bénéfique des talégalles dans un jardin subtropical : diminution du nombre de scorpions, scolopendres, serpents et autres nuisibles...

## Présence dans les zoos
Peu de zoos possèdent ce volatile. Parmi eux :
- Le zoo de Bâle (Suisse), a la seule femelle d'Europe[4] ;
- Pairi daiza (Belgique)Modèle:Refnsou.